# Sustanciero

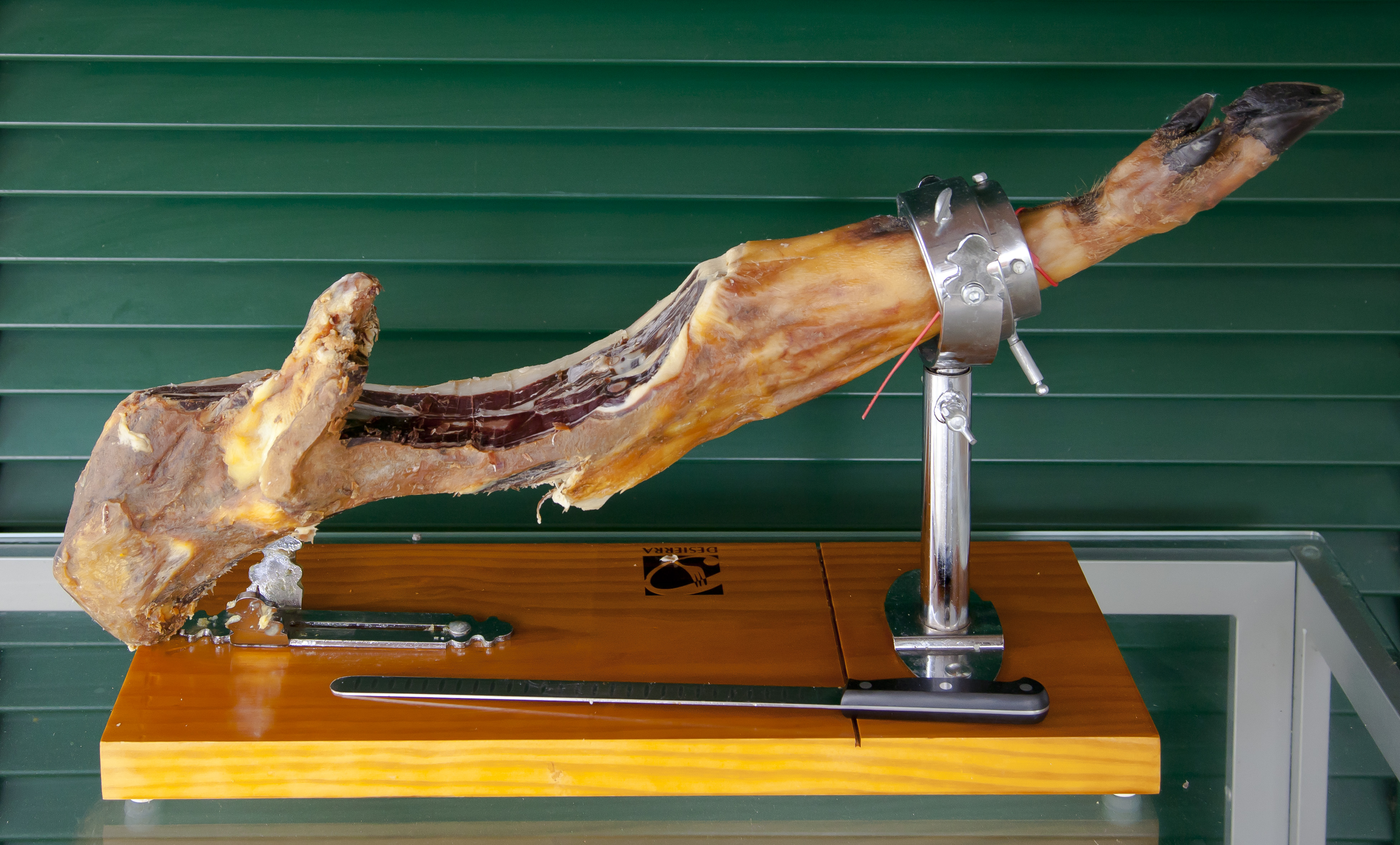
Hueso de jamón.

El sustanciero o saborero era una antigua forma de subsistencia en España, mediante el alquiler de un hueso de jamón por tiempo determinado para hacer caldo.

## Historia
Se conoció como sustanciero, en tiempos de la posguerra española, al individuo que provisto de un hueso de jamón o vaca atado a un cordel, iba casa por casa, introduciéndolo en las ollas durante unos minutos «para darle sabor» a las comidas, a un precio convenido (comúnmente a peseta el cuarto de hora). Actualmente esta forma de ganarse la vida es parte de la memoria histórica española y, aunque pudiera haber quien tuviese esa ocurrencia partiendo de un hueso hervido, no se puede considerar que fuese un oficio tal como botijero o mielero, y más si tenemos en cuenta que una peseta de la posguerra no era una cantidad despreciable como para gastarla en un cuarto de hora de hervido de un jamón ya sin sabor.
Se cuenta que, a grito pelado, pregonaba:

«¡Sustancia! ¿Quién quiere sustancia para el puchero? Traigo un hueso riquísimo».

A lo que alguna vecina respondía:

«Déme usted una perra gorda de sustancia, pero a ver si me la sirve usted a conciencia».

## Refranes
- "A la olla de enero, ponle buen sustanciero".[7]